# The Lost and the Plunderers
The Lost and the Plunderers é o décimo episódio da oitava temporada da série de televisão de terror pós-apocalíptico norte-americana The Walking Dead. O episódio foi exibido originalmente na AMC, nos Estados Unidos, em 4 de março de 2018. Esse episódio foi escrito por Angela Kang, Channing Powell e Corey Reed e dirigido por David Boyd. A partir desse episódio o nome de Chandler Riggs (Carl Grimes) foi retirado da abertura.

## Enredo
Michonne (Danai Gurira) e Rick (Andrew Lincoln) continuam a lamentar a morte de Carl (Chandler Riggs). Rick pendura a arma de Carl em seu túmulo antes de pegá-la de volta e colocá-la no coldre. Enquanto isso, Michonne observa os danos causados à Alexandria, matando alguns caminhantes e fechando os muros. Rick encontra um salvador morto e adquire seu walkie-talkie. Os dois voltam para casa, com Michonne notando duas marcas de mãos de tinta azul na varanda - as de Carl e Judith (Chloe & Sophia Garcia-Frizzi). Ela fica emocionada, colocando sua mão em cima da marca de Carl, antes de entrar devido a inúmeros caminhantes se aproximando da casa. Enquanto os dois se preparam para deixar Alexandria em uma van, Michonne percebe um dos gazebos queimando, onde Carl costumava sentar no telhado. Ela e Rick pegam extintores de incêndio e tentam apagar o fogo, mas são forçados a fugir pois os caminhantes se aproximavam, deixando a estrutura em chamas. Eles se afastam de Alexandria, e Michonne olha a placa pendurada do lado de fora do portão. Rick, demonstrando preocupação, pergunta o que Michonne está pensando. Michonne propõe que eles parem para ler as cartas de Carl, mas Rick se recusa, ainda sofrendo. Para sua surpresa, Michonne encontra uma carta escrita para Negan (Jeffrey Dean Morgan). Rick revela seu plano de conversar com Jadis (Pollyanna McIntosh) e convencê-la a lutar, já que ela e os Catadores foram vistos com Rick no Santuário e se tornaram alvos. Eles chegam ao lixão, mas se vêem presos depois de acionar uma armadilha, fazendo com que uma grande pilha de lixo caia e feche a porta. Michonne e Rick cavam desesperadamente na pilha de lixo enquanto os cadáveres reanimados dos Catadores começam a atacá-los.
Negan conta a Simon (Steven Ogg) o que aconteceu em Alexandria, impressionado com os esforços de Carl em ajudar os moradores. Ele pergunta a Simon sobre como ele lidou com o povo de Hilltop, e Simon diz que a situação foi resolvida, perguntando em seguida sobre o grupo de Gavin (Jayson Warner Smith), de quem não se tem notícias. Negan encarrega Simon de lidar com os Catadores. Simon decide matá-los, mas Negan o impede e o lembra que eles ainda são um recurso valioso. Ele ordena que Simon mate um e poupe o resto, como um lembrete de que a aliança com Rick foi finalizada. Simon argumenta que seus métodos não estão funcionando mais, pois Alexandria, Hilltop, o Reino e os Catadores não parecem perceber a seriedade dos Salvadores. Simon propõe que eles matem todos e encontrem outras comunidades para tornarem submissas. Negan, não satisfeito com a ideia, retruca que, embora seus métodos atuais sejam difíceis, eles ainda são eficazes. Ele afirma que, assim que Rick for morto, todos voltarão à linha. Antes que a conversa possa continuar, Gary (Mike Seal), D.J. (Matt Mangum) e Norris (Aaron Farb) entregam um caixão vindo de Hilltop - o mesmo que Maggie (Lauren Cohan) pediu a Simon após seu encontro na estrada - e o colocam sobre a mesa. Negan e Simon abrem o caixão e vêem Dean (Adam Fristoe) zumbificado, sendo rapidamente morto por Negan. Furioso, Simon percebe que os trinta e oito salvadores restantes mencionados na tampa do caixão são aqueles que estavam no posto avançado do satélite. Ele promete eliminar Hilltop, mas Negan grita com raiva, deixando-o calado.
Enid (Katelyn Nacon) e Aaron (Ross Marquand) são algemados na casa de Natania (Deborah May) por Cyndie (Sydney Park), Rachel (Mimi Kirkland), Kathy (Nicole Barré) e Beatrice (Briana Venskus). As mulheres de Oceanside decidem que Cyndie deve falar o que fazer com os dois alexandrinos, pois Natania era sua avó. Cyndie manda levá-los para a praia e matá-los, mas Enid a convence a deixá-los vivos. Assim, as mulheres de Oceanside os levam para a floresta e Cyndie se recusa a participar da luta contra os Salvadores, dizendo que elas já contribuíram o suficiente. Ela avisa que eles nunca retornem à comunidade. Enid diz a Cyndie que elas não precisam matar todos os desconhecidos que chegam na comunidade, mas Cyndie apenas responde com o mesmo aviso. Aaron insiste em ficar em Oceanside, apesar do aviso, para tentar convencer a comunidade a unir suas forças e lutar, já que Kathy e Beatrice demonstraram interesse durante uma visita anterior. Ele ordena que Enid retorne ao Hilltop e informe Maggie de seus planos. Enid então parte para Hilltop.
Simon convoca seus homens para a viagem ao lixão, onde é recebido cautelosamente pelos Catadores, que apontam suas armas a eles. Simon exige um pedido de desculpas de Jadis devido à sua aliança com Rick. Jadis afirma que Rick era seu prisioneiro e estava o levando aos Salvadores, mas Simon fica irritado com a mentira. Ele explica que Negan está disposto a perdoar os Catadores, caso eles quebrem o acordo com Rick e honrem seu acordo anterior, mas pela traição deverão entregar todas as suas armas. Tamiel (Sabrina Gennarino) argumenta que as armas são necessárias para quaisquer problemas que possam surgir no futuro, mas Simon responde que eles não precisariam se preocupar com nada, pois os Salvadores vão cuidar deles. Os Catadores entregam suas armas, enquanto Simon questiona sua escolha de estilo de vida e acomodação. Jadis pergunta se seus problemas foram resolvidos, mas Simon ainda insiste em receber um pedido de desculpas de Jadis, sentindo que o acordo carece de remorso. Jadis pede desculpas sem entusiasmo, levando Simon a dar um tiro no peito de Brion (Thomas Francis Murphy). Chocada, Jadis repete sua alegação com sinceridade, mas Simon ainda não convencido atira em Tamiel, matando-a também. Jadis perturbada, dá um soco no rosto de Simon, derrubando-o no chão e derramando tinta em seu sapato, insistindo que existe remorso. Simon rejeita o pedido de desculpas e emite o comando para abater toda a multidão, exceto Jadis, e os Salvadores abrem fogo contra os Catadores na frente de sua líder, horrorizada. Retornando ao Santuário, Simon e Negan discutem o fato de que Gavin ainda não voltou, sem saber que ele está morto. Simon relata que sua missão foi um sucesso, mentindo que ele transmitiu a mensagem padrão e dizendo que havia remorso. Negan é chamado por D.J., informando que Rick está ligando para ele pelo walkie-talkie. Quando Negan sai, Simon percebe a mancha de tinta em seu sapato.
Rick e Michonne lutam contra os Catadores zumbificados antes de serem forçados a subir em uma montanha de lixo. Eles encontram Jadis no topo, vestida com um avental. Jadis conta a eles que costumava visitar o ferro-velho em busca de materiais de artesanato antes do apocalipse, bem como seu povo formou uma casa e uma vida de tranquilidade a partir do que antes era um mar de lixo. Rick, no entanto, atribui a ela o destino atual de seu povo. Ele pega uma porta de carro e faz dela um escudo armado. Jadis insiste em fugir com eles, mas Rick a rejeita, dizendo que ela não tem mais utilidade para ele. Rick e Michonne empurram os caminhantes que estão chegando, matando vários com seus escudos antes de recorrerem às armas. Eles conseguem limpar o lixo e abrem a saída. Jadis quase alcança a dupla, mas Rick aponta o revólver na direção dela antes de levantar a mão e disparar, afastando-a. Jadis consegue fugir da horda enquanto eles tentam dominá-la. Rick vê ela correr para um outro beco, antes de sair. Jadis começa a bater com um cajado no topo de uma grande peça de maquinaria, atraindo os Catadores zumbificados em sua direção. À medida que se aproximam, ela ativa a máquina em que está em cima, revelada como uma grande trituradora. Jadis solta a corrente que separa os caminhantes dos dentes de metal rolante e observa como todos caem e são triturados e esmagados em uma polpa. Ela assiste com tristeza quando Brion e Tamiel também caem no moedor. Depois de desligar a máquina, Jadis começa a comer molho de maçã e deita ao lado da trituradora.
No caminho para Hilltop, Rick explica a Michonne que não era sua intenção matar Jadis, mas sim afastá-la. Michonne tira semelhanças disso com as palavras de Carl antes de sua morte. Rick para a van do lado da estrada, pega as cartas de Carl e o walkie-talkie antes de deixar o veículo e ir para um campo aberto. Ele pega a carta feita para Negan e lê. Após uma pausa, ele faz contato com o Santuário, pedindo para falar com Negan. Ouvindo sua voz do outro lado, Rick relata a morte de seu filho, para grande surpresa e tristeza de Negan. Ele revela que Carl desejava que os dois acabem com a guerra e façam as pazes. Rick, no entanto, acredita que agora é impossível alcançar a paz. Negan pergunta se a morte de Carl foi obra dos Salvadores, mas Rick nega com raiva, explicando que ele morreu tentando ajudar alguém. Negan revela seu sincero remorso, expressando que Carl representava o futuro deles, mas também diz que a morte de Carl ocorreu porque Rick, ao liderar a revolta contra os Salvadores, não estava presente. Negan diz que Carl morreu porque Rick não foi um bom pai e implora que ele se renda, visto que a guerra o fez perder mais do que ganhar.

## Produção
O episódio foi escrito por Angela Kang, Channing Powell e Corey Reed e dirigido por David Boyd.

## Recepção

### Crítica
O episódio recebeu críticas positivas em geral. No Rotten Tomatoes, o episódio tem 81% de aprovação, com uma classificação média de 6.71 de 10, com base em 21 avaliações. O consenso do site diz: "'The Lost and the Plunderers' adota uma abordagem segmentada para se concentrar em personagens individuais - embora com resultados contraditórios."

### Audiência
O episódio teve um total de 6.82 milhões de espectadores em sua exibição original na AMC na faixa de 18-49 anos de idade. Esse episódio marcou a audiência mais baixa da série desde o episódio da segunda temporada "Judge, Jury, Executioner", que teve 6.77 milhões de espectadores.